# Meymand (ort i Ardabil)
Meymand (persiska: ميمند) är en ort i Iran.   Den ligger i provinsen Ardabil, i den nordvästra delen av landet, 400 km nordväst om huvudstaden Teheran. Meymand ligger 1 986 meter över havet och antalet invånare är 319.
Terrängen runt Meymand är kuperad åt sydost, men åt nordväst är den bergig.Runt Meymand är det ganska tätbefolkat, med 139 invånare per kvadratkilometer. Närmaste större samhälle är Nīr, 10,3 km söder om Meymand. Trakten runt Meymand består i huvudsak av gräsmarker.